# Guglielmo Luigi di Anhalt-Köthen
Guglielmo Luigi di Anhalt-Köthen (3 agosto 1638 – 13 aprile 1665) è stato Principe di Anhalt-Köthen.

## Biografia
Guglielmo Luigi era il figlio minore del principe Luigi I e della sua seconda moglie, Sofia di Lippe. Alla morte del padre, nel 1650, Guglielmo Luigi assunse il titolo di Principe di Anhalt-Köthen. Dal 1653 fu reggente per lui lo zio Augusto di Anhalt-Plötzkau. Alla morte di questi, nel 1653, gli succedettero nella reggenza i figli Lebrecht e Emmanuele i quali mantennero la loro funzione sino al 1659.
Il 25 agosto 1663 Guglielmo Luigi sposò la principessa Elisabetta Carlotta di Anhalt-Harzgerode, ma l'unione fu senza eredi.
Il giovane principe morì nel 1665 e con la sua morte si estinse la linea di Anhalt-Köthen a favore di quelli di Anhalt-Plötzkau che ne assunse il cognome.

## Ascendenza
|                                   |                        |                                         | Genitori                        |  |  | Nonni |  |  | Bisnonni                     |  |  | Trisnonni                |  |
|                                   |                        |                                         |                                 |  |  |       |  |  | Giovanni IV di Anhalt-Zerbst |  |  | Ernesto di Anhalt-Zerbst |  |
|                                   |                        |                                         |                                 |  |  |       |  |  | Giovanni IV di Anhalt-Zerbst |  |  | Ernesto di Anhalt-Zerbst |  |
|                                   |                        | Margarethe von Münsterberg              |                                 |  |  |       |  |  | Giovanni IV di Anhalt-Zerbst |  |  |                          |  |
| Gioacchino Ernesto di Anhalt      |                        |                                         |                                 |  |  |       |  |  | Giovanni IV di Anhalt-Zerbst |  |  |                          |  |
|                                   |                        | Margherita di Brandeburgo               | Gioacchino I di Brandeburgo     |  |  |       |  |  |                              |  |  |                          |  |
|                                   |                        | Margherita di Brandeburgo               | Gioacchino I di Brandeburgo     |  |  |       |  |  |                              |  |  |                          |  |
|                                   |                        | Margherita di Brandeburgo               | Elisabetta di Danimarca         |  |  |       |  |  |                              |  |  |                          |  |
| Luigi I di Anhalt-Köthen          |                        | Margherita di Brandeburgo               |                                 |  |  |       |  |  |                              |  |  |                          |  |
|                                   |                        | Cristoforo di Württemberg               | Ulrico di Württemberg           |  |  |       |  |  |                              |  |  |                          |  |
|                                   |                        | Cristoforo di Württemberg               | Ulrico di Württemberg           |  |  |       |  |  |                              |  |  |                          |  |
|                                   |                        | Cristoforo di Württemberg               | Sabina di Baviera               |  |  |       |  |  |                              |  |  |                          |  |
| Eleonora di Württemberg           |                        | Cristoforo di Württemberg               |                                 |  |  |       |  |  |                              |  |  |                          |  |
|                                   |                        | Anna Maria di Brandeburgo-Ansbach       | Giorgio di Brandeburgo-Ansbach  |  |  |       |  |  |                              |  |  |                          |  |
|                                   |                        | Anna Maria di Brandeburgo-Ansbach       | Giorgio di Brandeburgo-Ansbach  |  |  |       |  |  |                              |  |  |                          |  |
|                                   |                        | Anna Maria di Brandeburgo-Ansbach       | Edvige di Münsterberg-Oels      |  |  |       |  |  |                              |  |  |                          |  |
| Guglielmo Luigi di Anhalt-Köthen  |                        | Anna Maria di Brandeburgo-Ansbach       |                                 |  |  |       |  |  |                              |  |  |                          |  |
|                                   | Bernardo VIII di Lippe | Simone V di Lippe                       |                                 |  |  |       |  |  |                              |  |  |                          |  |
|                                   | Bernardo VIII di Lippe | Simone V di Lippe                       |                                 |  |  |       |  |  |                              |  |  |                          |  |
|                                   | Bernardo VIII di Lippe | Magdalene von Mansfeld-Mittelort        |                                 |  |  |       |  |  |                              |  |  |                          |  |
| Simone VI di Lippe                | Bernardo VIII di Lippe |                                         |                                 |  |  |       |  |  |                              |  |  |                          |  |
|                                   |                        | Katharina von Waldeck-Eisenberg         | Filippo III di Waldeck          |  |  |       |  |  |                              |  |  |                          |  |
|                                   |                        | Katharina von Waldeck-Eisenberg         | Filippo III di Waldeck          |  |  |       |  |  |                              |  |  |                          |  |
|                                   |                        | Katharina von Waldeck-Eisenberg         | Anna di Kleve                   |  |  |       |  |  |                              |  |  |                          |  |
| Sopfia di Lippe                   |                        | Katharina von Waldeck-Eisenberg         |                                 |  |  |       |  |  |                              |  |  |                          |  |
|                                   |                        | Ottone IV di Holstein-Schaumburg        | Jobst I di Holstein-Schaumburg  |  |  |       |  |  |                              |  |  |                          |  |
|                                   |                        | Ottone IV di Holstein-Schaumburg        | Jobst I di Holstein-Schaumburg  |  |  |       |  |  |                              |  |  |                          |  |
|                                   |                        | Ottone IV di Holstein-Schaumburg        | Maria di Nassau-Dillenburg      |  |  |       |  |  |                              |  |  |                          |  |
| Elisabetta di Holstein-Schaumburg |                        | Ottone IV di Holstein-Schaumburg        |                                 |  |  |       |  |  |                              |  |  |                          |  |
|                                   |                        | Elisabetta Ursula di Brunswick-Lüneburg | Ernesto I di Brunswick-Lüneburg |  |  |       |  |  |                              |  |  |                          |  |
|                                   |                        | Elisabetta Ursula di Brunswick-Lüneburg | Ernesto I di Brunswick-Lüneburg |  |  |       |  |  |                              |  |  |                          |  |
|                                   |                        | Elisabetta Ursula di Brunswick-Lüneburg | Sofia di Meclemburgo-Schwerin   |  |  |       |  |  |                              |  |  |                          |  |
|                                   |                        | Elisabetta Ursula di Brunswick-Lüneburg |                                 |  |  |       |  |  |                              |  |  |                          |  |